# Italo-uruguaiani
Sono noti come italo-uruguaiani gli italiani radicatisi nell'Uruguay negli ultimi secoli ed i loro discendenti.

## Storia

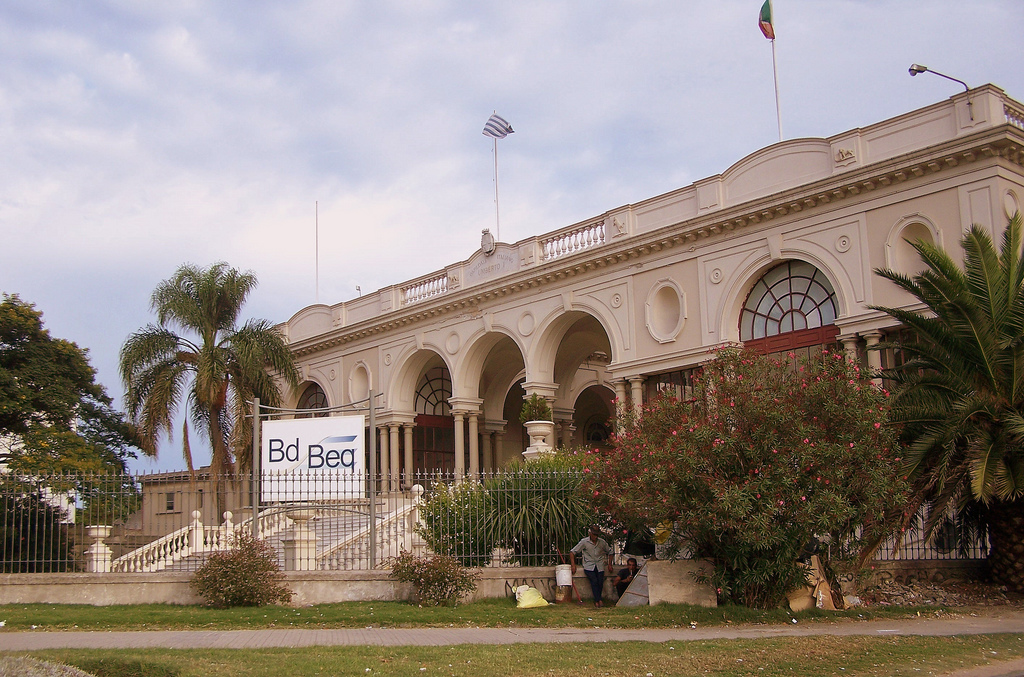
Ospedale italiano di Montevideo "Umberto I", costruito in stile neoclassico nel 1890 dall'architetto italo-uruguaiano Luigi Andreoni

I primi italiani arrivarono nella colonia spagnola dell'Uruguay già nel XVI secolo.
Erano principalmente liguri della Repubblica di Genova, che lavoravano in attività e commerci legati alla navigazione marittima transoceanica.
Il flusso crebbe nell'Ottocento e dopo l'indipendenza dell'Uruguay gli italo-uruguaiani erano alcune migliaia, per lo più concentrati nella capitale Montevideo.
Dopo l'Unità d'Italia vi fu una notevole emigrazione dall'Italia verso l'Uruguay, che raggiunse il suo apice negli ultimi decenni dell'Ottocento, quando arrivarono oltre 110.000 emigranti italiani.
Ai primi del Novecento il flusso migratorio iniziò ad esaurirsi e nel 2003 risultavano solamente 33.000 italiani nello Stato sudamericano.
Nel 1976 gli uruguaiani di ascendenza italiana erano oltre un milione e trecentomila (cioè quasi il 40% del totale della popolazione, includendo gli italo-argentini residenti in Uruguay).
La massima concentrazione si trova, oltre che a Montevideo, nella città di Paysandú (ove quasi il 65% degli abitanti è di origine italiana).

## Comunità italiana
I primi immigranti italiani che arrivarono nelle terre dell'Uruguay erano quasi tutti di origine genovese, piemontese, napoletana, veneta e siciliana.
Nella prima metà dell'Ottocento vi fu la partecipazione di Giuseppe Garibaldi alle guerre civile dell'Uruguay, e molti patrioti italo-uruguaiani si sentirono attratti delle idee del condottiero.
Il movimento politico, a cui aderirono molti abitanti dell'area del Río de la Plata assieme ad italiani, fu denominato Corrente garibaldina. A riconoscimento di Garibaldi si ebbero diversi omaggi alla sua memoria, come una avenida di Montevideo con il suo nome, un monumento alla sua memoria nella città di Salto, e l'ospedale italiano di Montevideo, tra gli altri.

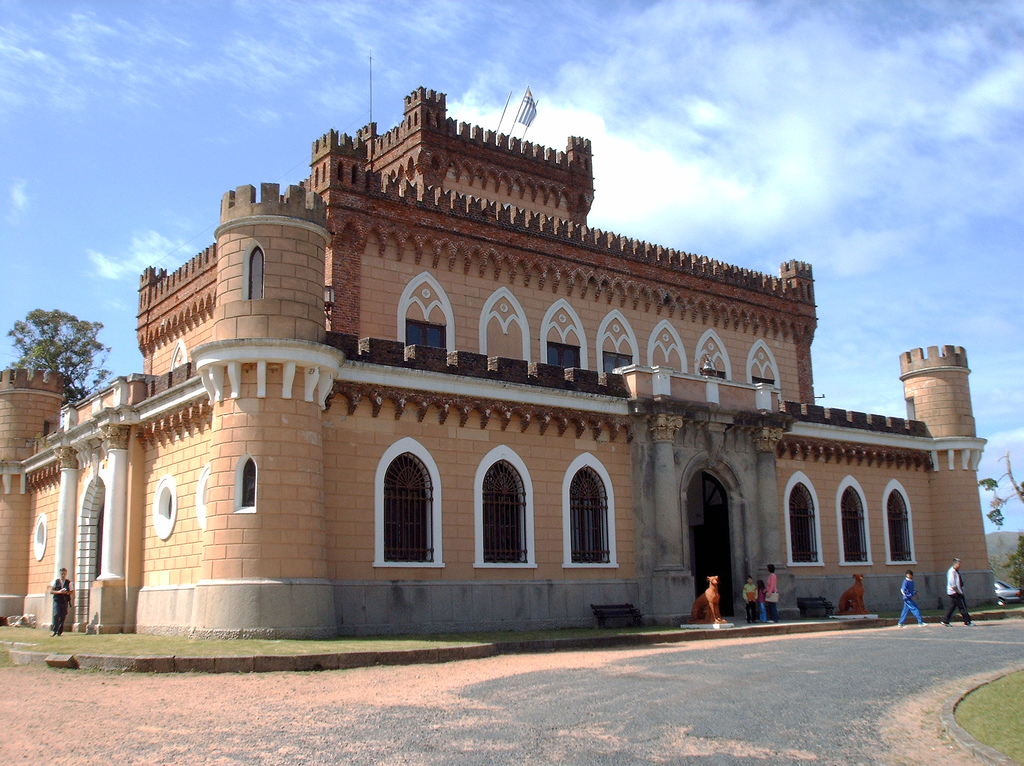
Il castello Piria. Francesco Piria creò la cittadina balneare chiamata Piriápolis (vicino a Punta del Este) agli inizi del Novecento e vi costruì la sua magione a forma di castello

Tra la fine del XIX secolo e inizi del XX si ebbe la terza fase dell'immigrazione proveniente dall'Italia. Questa ondata fu detta immigrazione trasformatrice, dato che durante questo periodo l'Uruguay sperimentò cambi significativi di stile e qualità di vita della sua popolazione.
Gli italiani che arrivarono in questo periodo, così come nella quarta fase dopo la seconda guerra mondiale, diedero un grande apporto all'architettura e alla gastronomia uruguaiana. In questo periodo si ebbe la fondazione dell'ospedale italiano di Montevideo, datato all'ultimo decennio del secolo XIX, che porta il nome di un monarca italiano, re Umberto I di Savoia.
Gli italiani che emigrarono in Uruguay nell'Ottocento lavorarono principalmente nel settore edile, commerciale ed agricolo. Alcuni riuscirono ad aprirsi strada come politici ed imprenditori nel Novecento. Infatti Francesco Piria, figlio di genovesi, divenne uno dei principali costruttori dello Stato sudamericano, creando finanche una cittadina balneare che ancora oggi porta il suo nome: Piriápolis. Inoltre diversi italo-uruguaiani divennero presidenti dell'Uruguay (come Addiego, Demicheli, José Serrato, Gabriel Terra, Baldomir Ferrari e Sanguinetti) e letterati di fama internazionale (come Delmira Agustini e Mario Benedetti).

### La comunità italiana durante la presidenza di Gabriel Terra e Baldomir Ferrari
Il periodo degli anni trenta del XX secolo rappresentò un'epoca in cui la comunità italiana raggiunse un'importanza primaria nella società uruguaiana. Coincise con l'ascesa al potere dell'italo-uruguaiano Gabriel Terra dal 1931 al 1938 e del suo successore (e parente) Baldomir Ferrari (1938-1943).

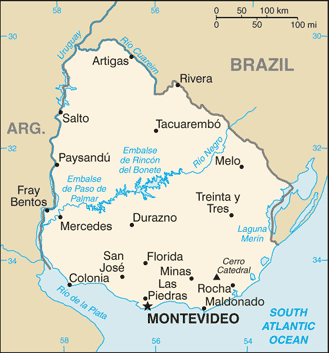
Il Presidente italo-uruguaiano Gabriel Terra ottenne che la diga idroelettrica del lago artificiale "Rincón del Bonete", sul Rio Negro, fosse finanziata e parzialmente costruita principalmente dal governo italiano negli anni trenta

Questi due Presidenti dell'Uruguay apertamente apprezzarono il fascismo italiano e tentarono di imitarne alcune caratteristiche corporative e politiche.
A Montevideo, per esempio, vi era un Fascio politico con 1200 aderenti, che diede 150 volontari italo-uruguaiani alla conquista italiana dell'Etiopia nel 1936.
Il Presidente Terra riuscì ad ottenere finanziamenti e supporto tecnico da Mussolini (e anche da Hitler) per costruire la diga sul Rio Negro, creando il maggiore lago artificiale del Sudamerica. Inoltre Terra promosse l'inizio del processo d'industrializzazione dell'Uruguay attraverso ditte italiane.
Il diplomatico italiano Serafino Mazzolini affermò che Mussolini considerava l'Uruguay come lo Stato più "italiano" delle Americhe, con il quale stringere una possibile futura alleanza anche politica ed etnico-razziale.
L'italiano acquistò una notevole importanza a Montevideo in quegli anni e divenne obbligatorio nelle scuole superiori dell'Uruguay nel 1942, durante la presidenza di Baldomir Ferrari.

### Caratteristiche della comunità italiana
Un calcolo globale degli immigrati italiani in Uruguay dalla sua indipendenza fino agli anni sessanta del ventesimo secolo li fa stabilire almeno a 350.000, ma, se si considera il saldo attivo del movimento migratorio, bisogna ridurli alla metà. Si tratta di un valore comunque cospicuo che attraverso generazioni di famiglie numerose ha portato a dare un contributo considerevole alla popolazione uruguaiana, non facilmente quantificabile per i numerosi incroci. Secondo uno studio del 1992, il 38% degli uruguayani ha almeno un cognome italiano
Scomponendo il flusso, per esaminarne le quantità numeriche, s'individuano più periodi con caratteristiche differenti:
- il primo nel ventennio 1830-1850, nel quale arrivarono almeno 20.000 immigranti, quasi tutti liguri e piemontesi.
- il secondo nel decennio successivo, durante il quale sbarcò a Montevideo un numero altrettanto elevato di italiani (circa 25.000 emigrati lombardi e del Regno di Sardegna).
- il terzo negli anni sessanta e settanta dell'Ottocento, nei quali alla normale corrente dell'Italia di Nord-Ovest fino a Livorno, si accompagnò quella meridionale e garibaldina per un totale di 90.000 italiani circa.
- il quarto negli ultimi decenni del secolo XIX e primi del secolo XX, caratterizzato dall'emigrazione di massa, stimolata dalla propaganda e dal viaggio prepagato, ma in genere scarsamente qualificata e analfabeta (110.000 italiani), destinata a gonfiare il proletariato urbano di Montevideo.
- il quinto nel Novecento dopo la prima guerra mondiale, caratterizzato da emigrazione abbastanza qualificata e spesso politica (circa 15.000 Italiani).

Il 49% degli Italiani attualmente residenti in Uruguay proviene dalle regioni settentrionali della Penisola, il 17% dalle regioni centrali ed il 34% dal meridione. Le regioni italiane di maggiore provenienza sono: Campania, con 5.231 residenti (il 16% del totale); Lombardia (5.029); Piemonte (4.250); Lazio (3.353) e Liguria (3.018).
Nel 2007 i cittadini italiani (compresi gli uruguaiani con doppia cittadinanza) residenti in Uruguay sono 71.115. Tutta la comunità italiana viene tenuta in massima stima dalla popolazione uruguaiana, anche per via di un marcato processo di italianizzazione nella società specialmente nella gastronomia locale (come la salsa caruso) e nel dialetto locale (come il lunfardo, che probabilmente deriva dalla parola lombarda lumbard, portata dagli emigranti lombardi stessi).
All'interno dell'Uruguay, sebbene l'influenza italiana fu più isolata (appena il 27% degli italo-uruguaiani risiedono fuori dall'area metropolitana della capitale), si ebbero varie comunità italiane e si fondarono diverse entità culturali (come a Rivera, al confine col Brasile).

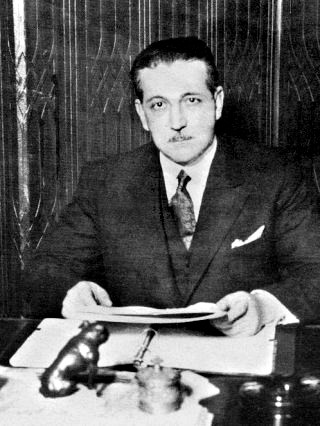
Alfredo Baldomir Ferrari, Presidente dell'Uruguay dal 1938 al 1943. Nel 1942 decretò l'obbligo di studiare l'italiano nelle scuole superiori dell'Uruguay.

A Paysandú - la terza città dell'Uruguay, vicino alla frontiera con l'Argentina - si registrò l'influenza italiana maggiore: infatti attualmente si stima che oltre il 60% della sua popolazione di circa 80.000 abitanti sia di origine italiana. Inoltre vi è ancora molto diffusa la lingua italiana, grazie anche al fatto che l'italiano è materia di insegnamento obbligatorio e/o facoltativo nelle scuole secondarie dell'Uruguay. Tra le società italo-uruguaiane più rinomate della città bisogna citare l'Unione e benevolenza, la scuola italiana e la Federazione italiana di Paysandú.
Il Gruppo lombardi di Paysandù mantiene legami culturali con l'emigrazione italiana, specialmente dalla Lombardia.

### Principali associazioni italiane dell'Uruguay
Le associazioni italiane in Uruguay sono relativamente numerose. Le principali sono:
- Scuola italiana di Montevideo
- Circolo lucano
- Associazione Figli della Toscana
- Associazione Veneti in Uruguay
- Gruppo Lombardi di Paysandù
- Gruppo Trentini di Rivera
- Associazione Siciliani in Uruguay
- Associazione ACLI

## Stampa e lingua italiana
Il presidente italo-uruguaiano Alfredo Baldomir Ferrari nel 1942 rese obbligatorio lo studio della lingua italiana nelle scuole superiori statali dell'Uruguay.
Questa normativa ha reso l'Uruguay l'unico Stato delle Americhe dove l'italiano per sessant'anni ha avuto uno status di ufficialità nella docenza locale pari a quella della lingua nazionale. In proposito, l'Associazione uruguaiana docenti di italiano (A.U.D.I.) che ha sede a Montevideo, indirizzò in data 20 novembre 2006 una lettera al presidente dell'Accademia della Crusca Francesco Sabatini, nella quale espresse tutta la preoccupazione perché il CO.DI.CEN., l'istituzione statale che si occupa dell'educazione pubblica, ha deciso di eliminare la lingua italiana, inclusa come disciplina d'insegnamento nel 1942, dal piano di studi poi entrato in vigore nel 2007 in tutte le Scuole superiori statali e nel 2008 da tutti gli istituti scolastici privati.
A Montevideo esiste una scuola privata (Scuola italiana di Montevideo) intorno alla quale viene educato il ceto migliore della comunità italiana nella capitale. Attualmente vi sono anche progetti di aprire un'università italiana.
Questo fatto ha comportato una notevole diffusione della stampa italiana nell'Uruguay. Attualmente le più importanti pubblicazioni in italiano sono:
- Il Corriere della Scuola, trimestrale (Montevideo, dal 1989)
- L'Eco d'Italia, settimanale (Montevideo, dal 1963)
- La gente d'Italia, quotidiano (Montevideo, 2005)
- Incontro, mensile (Montevideo, dal 1974)
- Notiziario A.N.C.R.I., mensile (Montevideo, dal 1962)
- Spazio Italia, mensile (Montevideo, dal 1999).